# سيارهي كيسلياك

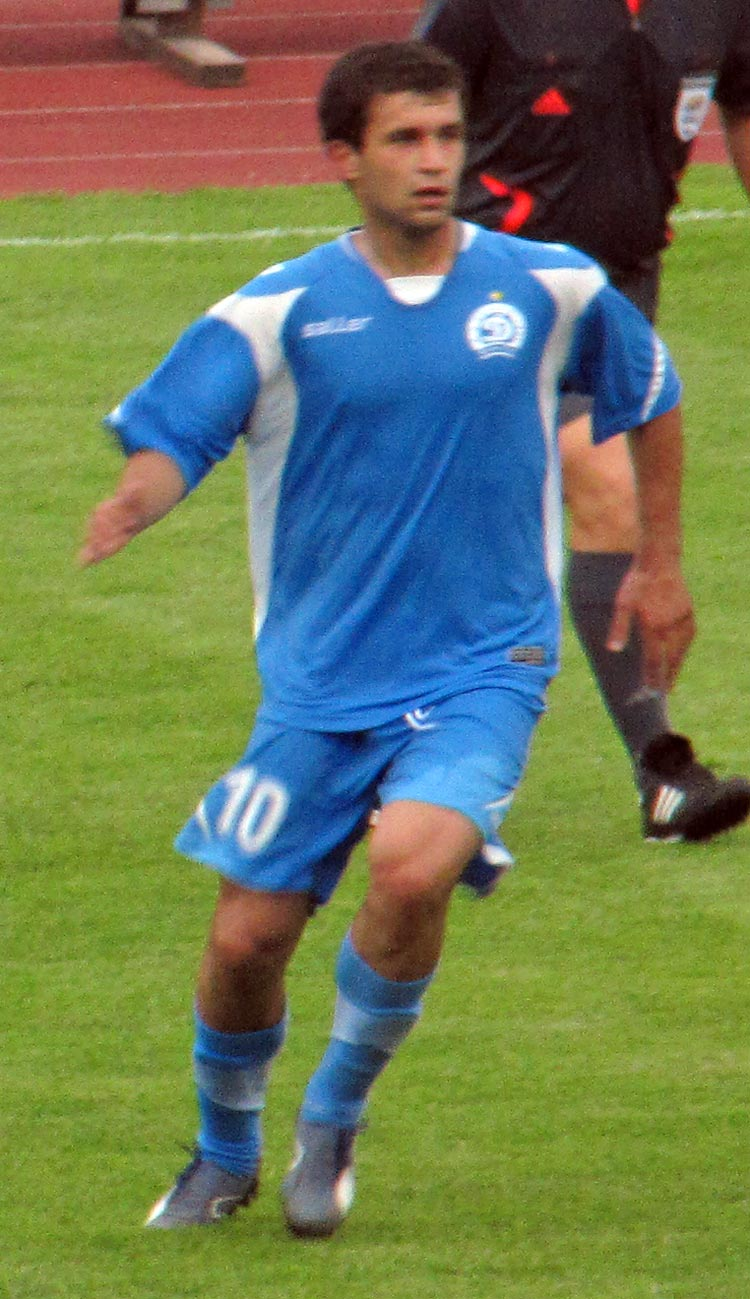

سيارهي كيسلياك (بالروسية: Кисляк, Сергей Викторович)‏ (مواليد 6 أغسطس 1987 في كاميانيتس) لاعب كرة قدم بيلاروسي دولي يجيد اللعب في خط الوسط . يلعب حاليا لصالح نادي دينامو مينسك البيلاروسي منذ 2004 .

## أهدافه الدولية
| # | تاريخ         | مكان                       | خصم            | أهداف مسجلة | نتيجة | بطولة                      |
| - | ------------- | -------------------------- | -------------- | ----------- | ----- | -------------------------- |
| 1 | 30 مايو 2010  | ملعب نادي كوفشتاين، النمسا | كوريا الجنوبية | 1 – 0       | 1–0   | ودية                       |
| 2 | 3 سبتمبر 2010 | ملعب فرنسا، فرنسا          | فرنسا          | 0 – 1       | 0–1   | تصفيات كأس أمم أوروبا 2012 |

## روابط خارجية
- سيارهي كيسلياك على موقع الاتحاد الدولي (مؤرشف)  (الإنجليزية)
- سيارهي كيسلياك على موقع الاتحاد الأوربي (الإنجليزية)
- سيارهي كيسلياك على موقع اتحاد تركيا (لاعب) (الإنجليزية)
- سيارهي كيسلياك على موقع قاعدة بيانات كرة القدم.إي يو (الإنجليزية)
- سيارهي كيسلياك على موقع ناشيونال فوتبول تيمز (الإنجليزية)
- سيارهي كيسلياك على موقع Soccerbase.com (لاعب) (الإنجليزية)
- سيارهي كيسلياك على موقع Soccerway.com (الإنجليزية)
- سيارهي كيسلياك على موقع عالم كرة القدم.نت (الإنجليزية)
- سيارهي كيسلياك على موقع AS.com (الإسبانية)